# Kim Bauer
Kimberly Bauer és un personatge de ficció interpretat per Elisha Cuthbert en la sèrie de televisió 24. Va néixer el 1984 a Santa Monica, Califòrnia i és la filla del personatge principal de la sèrie, Jack Bauer, i de Teri Bauer. Intervé en les tres primeres temporades formant part de l'elenc principal de la sèrie i en la cinquena, setena i vuitena intervé com a artista convidada.

## Kim Bauer a 24

### Temporada 1
Per a Kim, la sèrie comença escapant-se de casa com una forma d'obligar a enfrontar-se als seus pares, Jack i Teri, que recentment s'havien reconciliat després d'estar un temps separats. Kim s'escapa juntament amb Janet York i Dan Mounts, però l'amic de Dan que els porta no es dirigeix al lloc indicat. Kim s'adona llavors que està sent segrestada.
Els segrestadors deixen a Janet abandonada en el camí i li diuen a Kim que no la volen a ella, sinó al seu pare. Després de diversos esdeveniments, també Teri és capturada, i ambdues dones són usades per forçar a Jack a assassinar al llavors candidat a la Presidència David Palmer. No obstant això, Jack aconsegueix prendre el control i després d'una ràpida recerca troba el lloc on Kim i Teri estan captives. Un operatiu de la UAT de Los Angeles rescata al trio familiar.
Posteriorment Kim ha d'enfrontar-se a l'interrogatori de Nina Myers, l'ex amant del seu pare, i per això ella i la seva mare són portades a un refugi. Malgrat la vigilància, el refugi és atacat i les dones han d'escapar en automòbil.
Mentre Teri vigilava el camí, l'automòbil amb Kim dins, cau a una rasa i explota. Kim queda separada de la seva mare i decideix anar a casa d'un amic, però arriba just al moment en què la casa és assetjada per la policia per un problema de drogues. Kim és arrestada i enviada a la presó, però durant la seva transferència a una unitat local (per després ser portada a la UAT), el comboi és atacat per homes misteriosos que novament segresten a Kim.

### 24: El Joc
Kim entra a la UAT com a passant.

### Temporada 3
Kim Bauer aconsegueix entrar a treballar a la CTU (Counter Terrorist Unit) de Los Angeles. vivint una relació amb un altre dels agents, Chase Edmunds, company de Jack Bauer. Durant aquest dia, Kimberly s'assabenta que Chase té una filla. Al final de la temporada, Jack accepta la relació de la seva filla amb Chase.

### Temporada 4
S'esmenta que Kim i Chase viuen junts a Valencia, Califòrnia.

### Temporada 5
Després de la suposada mort de Jack, Chase deixa a Kim. Després, es troba amb Jack a la CTU acompanyada de Barry Landes, un psicòleg clínic. Es creu que aparentment va estar involucrada romànticament amb Landes, que de seguida li va caure malament a Jack. Ella sobreviu a l'atac a CTU amb gas nerviós Sentox, ja que estava tancada amb els supervivents en una sala protegida. Al principi s'enutja amb el seu pare perquè "no confiava prou en ella" al no dir-li que ell estava viu; però Chloe O'Brian li revela a Kim que només quatre persones sabien que Jack estava viu i era perquè l' havien ajudat a planejar-ho, i que a més alguns d'ells estaven morts (Michelle Dessler i David Palmer) i un altre molt ferit (Tony Almeida), i que si hagués sabut alguna cosa hagués tingut la mateixa sort.
Després d'haver estat eliminat el gas nerviós, Kim va deixar la CTU, dient-li al seu pare que ella no estava d'acord amb el fet que sempre que ella estava amb ell, ella estava envoltada de mort i desastres. Barry, després d'agrair a Jack que salvés les seves vides, va ser encomanat per Jack que tragués a Kim de Los Angeles el més ràpid possible i que no s'aturés per res. Jack i Kim no van tenir més contacte durant la temporada 5, encara que és esmentada quan Jack rep un avís que ella el trucava, la qual cosa va resultar un truc de part dels xinesos per segrestar a Jack.

### Temporada 7
Kim apareix en els capítols 18, 19, 21, 22, 23 i 24 en ser cridada per l'Agent Walker, ja que és una donant compatible per a Jack que es troba malalt per contagi d'arma biològica. Jack li demana que marxi i ella accedeix. Després Kim conversa amb el seu espòs per telèfon i mostren a la seva filla, Teri, de qui Jack encara no sap res.